# Curt Harnett
Curt Harnett, född den 14 maj 1965 i Toronto, Ontario, är en kanadensisk tävlingscyklist som tog OS-brons i cykelsprinten vid olympiska sommarspelen 1996 i Atlanta. 